# 張萬鍾
張萬鍾（1443年3月28日—16世紀），字公爵，四川成都府資縣人，軍籍，明朝政治人物。進士出身。

## 生平
早年出身縣學生，成化十年（1474年）四川鄉試第三十三名。十四年（1478年）參加戊戌科會試得貢士第二百十五名，殿試登進士第三甲第二百零五名。

## 家族
曾祖父張元昇。祖父張琳。父亲張永壽，生母徐氏，繼母周氏。
中進士後，張萬鍾獲授高安知縣令，推辭舊有新知縣使用銀器的舊俗，更為人民償還欠稅萬鍾辭不受，當地人都感激他；其後他因父母去世鄉居，不入城市二十年後去世，子孫打開他的行李，發現只有書籍而已。